# “封建”考论
《“封建”考论》，冯天瑜著，2006年出版，2007年出版第二版，2010年出版修订版，2018年再版。

## 内容
第一、第二版分为十八章，修订版分为五章十九节。考论“封建”概念，并建议中国秦至清时期的社会应称为“宗法地主专制社会”，从而取代“封建社会”一词。而秦至清两千余年可简称为“皇权时代”。

## 争论
李根蟠发表《“封建”名实析议》，表示“不敢苟同”，他认为，“‘封建地主制’理论既体现了马克思主义的基本原理，又深刻地反映了中国的历史实际”，“秦以后是否封建社会，从来就不仅仅是书斋中的问题，不仅仅是单纯的概念之争。在新民主主义革命时期，它是和民主革命走什么道路的问题联系在一起的。”黄敏兰发表《“封建”：旧话重提，意义何在？》，认为：“（封建）坚持论者从理论出发，主观、随意地认定中国秦以后是封建社会，违背了马克思主义实事求是的基本精神，也背离了历史学求真的目的。”
2006年10月，武汉大学举办“封建社会”再认识学术研讨会，对于冯天瑜以“宗法地主专制社会”取代“封建社会”的做法，参加会议的40余位专家学者中，“多数学者都予以赞同”。2007年11月，中国社会科学院历史研究所、中国社会科学院经济研究所、《历史研究》编辑部等召开史学理论研讨会，讨论“封建”名实问题，“多数与会学者指出，封建社会形态在人类社会历史上是普遍存在的”。会议论文结集为《封建名实问题讨论文集》。2008年12月，武汉大学中国传统文化研究中心、苏州大学社会学院和苏州科技学院人文学院在苏州联合召开“封建”与“封建社会”问题学术研讨会，会后出版《中国“封建”社会再认识》。2010年5月，《文史哲》“秦至清末：中国社会形态问题”学术研讨会在山东大学举办，20多位学者参加。《文史哲》的公告说这次会议“宣告了学术史上的一个旧阶段的正式结束”。

## 评论
- 复旦大学历史系教授张广智：“《“封建”考论》一书不只是感动了我，对我国学术界也将产生重要的影响。这是因为：《“封建”考论》的贡献在于破解了一则现代寓言。”“流行与沿用已久的“封建论”应当受到质疑，由此而生成的这则“现代寓言”必须破解，还其本义，这就是《“封建”考论》一书所要告诉我们的。”[4]

## 扩展阅读
- 《封建名实问题讨论文集》，2008年12月江苏人民出版社出版